# Ferrari F138
Chronologie des modèles (2013)
Ferrari F2012 Ferrari F14 T
La Ferrari F138 est la monoplace de Formule 1 engagée par la Scuderia Ferrari dans le cadre du championnat du monde de Formule 1 2013. Elle est pilotée par l'Espagnol Fernando Alonso, présent au sein de l'écurie italienne depuis la saison 2010, et le Brésilien Felipe Massa, qui effectue sa huitième saison consécutive chez Ferrari. Les pilotes essayeurs sont l'Italien Davide Rigon et les Espagnols Marc Gené et Pedro de la Rosa. Conçue par les ingénieurs Nikolas Tombazis et Pat Fry, la F138 est une évolution de la Ferrari F2012 de la saison précédente.
Présentée le 1er février 2013 à l'usine de Maranello en Italie, la F138, connue sous le nom de projet 664, a été baptisée ainsi en raison de l'année 2013 et en hommage à la dernière saison où les moteurs V8 seront utilisés en Formule 1.

## Création de la monoplace
Évolution de la Ferrari F2012 de la saison précédente, la F138 conserve des éléments de sa devancière, comme le système de suspensions à tirants avant et arrière, qui a été optimisé pour améliorer l'efficacité aérodynamique, notamment à l'arrière de la monoplace. Cette partie a d'ailleurs été redessinée par rapport à celle de la F2012 afin de modifier le positionnement des échappements. Les entrées d'air derrière le cockpit et sur les flancs de la monoplace ont aussi été modifiées, tout comme les pontons, afin d'améliorer l'aérodynamisme de la voiture,.
L'une des principales évolutions de la F138 est la disparition du nez en gavial présent sur la F2012, maintenant caché par un panneau esthétique. La livrée de la F138 est également différente avec l'apparition d'un liseré blanc tout autour de la monoplace.

## Résultats en championnat du monde de Formule 1
| Saison | Écurie           | Moteur              | Pneus   | Pilotes         | Courses | Courses | Courses | Courses | Courses | Courses | Courses | Courses | Courses | Courses | Courses | Courses | Courses | Courses | Courses | Courses | Courses | Courses | Courses | Points inscrits | Classement |
| Saison | Écurie           | Moteur              | Pneus   | Pilotes         | 1       | 2       | 3       | 4       | 5       | 6       | 7       | 8       | 9       | 10      | 11      | 12      | 13      | 14      | 15      | 16      | 17      | 18      | 19      | Points inscrits | Classement |
| ------ | ---------------- | ------------------- | ------- | --------------- | ------- | ------- | ------- | ------- | ------- | ------- | ------- | ------- | ------- | ------- | ------- | ------- | ------- | ------- | ------- | ------- | ------- | ------- | ------- | --------------- | ---------- |
| 2013   | Scuderia Ferrari | Ferrari V8 Type 056 | Pirelli |                 | AUS     | MAL     | CHI     | BAH     | ESP     | MON     | CAN     | GBR     | ALL     | HON     | BEL     | ITA     | SIN     | COR     | JAP     | IND     | ABU     | USA     | BRÉ     | 354             | 3e         |
| 2013   | Scuderia Ferrari | Ferrari V8 Type 056 | Pirelli | Fernando Alonso | 2e      | Abd     | 1er     | 8e      | 1er     | 7e      | 2e      | 3e      | 4e      | 5e      | 2e      | 2e      | 2e      | 6e      | 4e      | 11e     | 5e      | 5e      | 3e      | 354             | 3e         |
| 2013   | Scuderia Ferrari | Ferrari V8 Type 056 | Pirelli | Felipe Massa    | 4e      | 5e      | 6e      | 15e     | 3e      | Abd     | 8e      | 6e      | Abd     | 8e      | 7e      | 4e      | 6e      | 9e      | 10e     | 4e      | 8e      | 12e     | 7e      | 354             | 3e         |

Légende : ici